# Garat
|  | Per a altres significats, vegeu «Pierre Jean Garat». |

Garat és un municipi francès al departament de la Xarenta (regió de Nova Aquitània). L'any 2007 tenia 1.764 habitants.

## Demografia

### Població
El 2007 la població de fet de Garat era de 1.764 persones. Hi havia 692 famílies de les quals 128 eren unipersonals (84 homes vivint sols i 44 dones vivint soles), 272 parelles sense fills, 252 parelles amb fills i 40 famílies monoparentals amb fills.
La població ha evolucionat segons el següent gràfic:

### Habitatges
El 2007 hi havia 755 habitatges, 696 eren l'habitatge principal de la família, 19 eren segones residències i 40 estaven desocupats. 740 eren cases i 11 eren apartaments. Dels 696 habitatges principals, 583 estaven ocupats pels seus propietaris, 100 estaven llogats i ocupats pels llogaters i 13 estaven cedits a títol gratuït; 3 tenien una cambra, 15 en tenien dues, 49 en tenien tres, 199 en tenien quatre i 430 en tenien cinc o més. 602 habitatges disposaven pel capbaix d'una plaça de pàrquing. A 243 habitatges hi havia un automòbil i a 424 n'hi havia dos o més.

### Piràmide de població
La piràmide de població per edats i sexe el 2009 era:
| Homes | Edats   | Dones |
| ----- | ------- | ----- |
| 0     | 95 o +  | 0     |
| 0     | 90 a 94 | 4     |
| 12    | 85 a 89 | 12    |
| 8     | 80 a 84 | 12    |
| 20    | 75 a 79 | 12    |
| 8     | 70 a 74 | 48    |
| 60    | 65 a 69 | 20    |
| 32    | 60 a 64 | 60    |
| 48    | 55 a 59 | 44    |
| 112   | 50 a 54 | 108   |
| 44    | 45 a 49 | 68    |
| 64    | 40 a 44 | 36    |
| 68    | 35 a 39 | 68    |
| 32    | 30 a 34 | 32    |
| 36    | 25 a 29 | 12    |
| 44    | 20 a 24 | 20    |
| 32    | 15 a 19 | 40    |
| 80    | 10 a 14 | 48    |
| 40    | 5 a 9   | 48    |
| 20    | 0 a 4   | 24    |

## Economia
El 2007 la població en edat de treballar era de 1.167 persones, 827 eren actives i 340 eren inactives. De les 827 persones actives 781 estaven ocupades (417 homes i 364 dones) i 46 estaven aturades (14 homes i 32 dones). De les 340 persones inactives 152 estaven jubilades, 111 estaven estudiant i 77 estaven classificades com a «altres inactius».

### Ingressos
El 2009 a Garat hi havia 720 unitats fiscals que integraven 1.856,5 persones, la mediana anual d'ingressos fiscals per persona era de 20.111 €.

### Activitats econòmiques
Dels 68 establiments que hi havia el 2007, 1 era d'una empresa extractiva, 1 d'una empresa alimentària, 2 d'empreses de fabricació de material elèctric, 5 d'empreses de fabricació d'altres productes industrials, 17 d'empreses de construcció, 16 d'empreses de comerç i reparació d'automòbils, 2 d'empreses de transport, 2 d'empreses d'hostatgeria i restauració, 1 d'una empresa d'informació i comunicació, 1 d'una empresa financera, 2 d'empreses immobiliàries, 10 d'empreses de serveis, 6 d'entitats de l'administració pública i 2 d'empreses classificades com a «altres activitats de serveis».
Dels 24 establiments de servei als particulars que hi havia el 2009, 1 era una oficina de correu, 5 tallers de reparació d'automòbils i de material agrícola, 1 taller d'inspecció tècnica de vehicles, 3 paletes, 2 guixaires pintors, 1 fusteria, 4 lampisteries, 3 electricistes, 1 empresa de construcció, 1 perruqueria, 1 restaurant i 1 agència immobiliària.
Dels 3 establiments comercials que hi havia el 2009, 1 era una botiga d'equipament de la llar, 1 una botiga d'electrodomèstics i 1 una botiga de material esportiu.
L'any 2000 a Garat hi havia 24 explotacions agrícoles que ocupaven un total de 720 hectàrees.

## Equipaments sanitaris i escolars
L'únic equipament sanitari que hi havia el 2009 era una farmàcia.
El 2009 hi havia 1 escola maternal i 1 escola elemental.

## Poblacions més properes
El següent diagrama mostra les poblacions més properes.